# Lozen, Sofia-capitala
Lozen (în bulgară Лозен) este un sat în comuna Stolicina, regiunea Sofia-capitala,  Bulgaria. 

## Demografie
Componența etnică a satului Lozen
     Bulgari (90,16%)
     Nicio identificare (9,69%)
     Altele (0,26%)
La recensământul din 2011, populația satului Lozen era de 6.312 locuitori. Din punct de vedere etnic, majoritatea locuitorilor (90,16%) erau bulgari. Pentru 9,69% din locuitori nu este cunoscută apartenența etnică.